# Dżdżownica ziemna
Dżdżownica ziemna, dżdżownica zwykła, rosówka (Lumbricus terrestris) – gatunek skąposzczeta z rodziny dżdżownicowatych (Lumbricidae). Jest gatunkiem synantropijnym, o pierwotnie palearktycznym zasięgu. Został introdukowany w wielu regionach świata. W Polsce jest gatunkiem pospolitym na obszarze całego kraju.
Jej ciało jest złożone z 110–180 metamerów (pierścieni), osiąga długość 90–300 mm przy średnicy 6–8 mm. Najczęściej można ją spotkać w wilgotnej glebie łąk i pól, ale także lasów, szczególnie liściastych. Dżdżownice są obojnakami, z zapłodnieniem krzyżowym. Zwierzęta te drążą korytarze, do których wciągają części roślin i ściółkę, przyczyniając się do spulchniania gleby, do zwiększenia ilości zawartego w niej powietrza i wody, przemieszczania jej składników, a wydalane przez nie substancje organiczne i mineralne również ją użyźniają. W sprzyjających warunkach występują bardzo licznie, do 700 osobników w 1 m³ gleby.
Dżdżownice ziemne (podobnie jak inne dżdżownicowate, (zwłaszcza kompostowiec różowy) są wykorzystywane do tzw. wermikompostowania komunalnych odpadów organicznych. Ten typ kompostowania z udziałem dżdżownic jest popularny m.in. w ośrodkach miejskich, budynkach mieszkalnych oraz miejscach pracy w Kanadzie.

## Etymologia
Wyraz „dżdżownica” pochodzi od „dżdżu”, tj. „deszczu” - zwierzęta te wychodzą po deszczu na powierzchnię ziemi, stąd nazwa. Wyraz „deżdż” to pierwotna forma polskiego słowa „deszcz”.  W języku polskim występuje  ubezdźwięcznienie spółgłosek.  W wygłosie, tj. na końcu wyrazu, spółgłoski dźwięczne przechodzą w odpowiedniki bezdźwięczne [żdż] > [szcz], por. czasownik w trybie rozkazującym „gwiżdż”, który wymawiamy jak [ɡvʲiʃʧ̑]. Nazwa „rosówka” najprawdopodobniej ma podobną etymologię; w języku staropolskim „rosa” oznaczała oprócz kropelek wody, które nad ranem pojawiają się na trawie, także deszcz.